# Oacoma
Oacoma é uma cidade  localizada no estado norte-americano de Dacota do Sul, no Condado de Lyman.

## Demografia
Segundo o censo norte-americano de 2000, a sua população era de 390 habitantes.
Em 2006, foi estimada uma população de 418, um aumento de 28 (7.2%).

## Geografia
De acordo com o United States Census Bureau tem uma área de
11,5 km², dos quais 5,2 km² cobertos por terra e 6,3 km² cobertos por água. Oacoma localiza-se a aproximadamente 422 m acima do nível do mar.

## Localidades na vizinhança
O diagrama seguinte representa as localidades num raio de 36 km ao redor de Oacoma.